# HD 152079 b
HD 152079 b é um planeta extrassolar que orbita a estrela HD 152079, localizada na constelação de Ara a aproximadamente 278 anos-luz (85,1 parsecs) da Terra. Foi descoberto em 2010 pelo Magellan Planet Search Program com uso do método da velocidade radial, que consiste em buscar variações na velocidade radial de uma estrela causadas pela presença de um planeta em órbita. Em 2017 teve seus parâmetros atualizados.
Este planeta é um gigante gasoso com uma massa mínima de 2,18 vezes a massa de Júpiter. Orbita a estrela a um raio orbital médio de 4 UA em cerca de 2900 dias, com uma alta excentricidade orbital. Uma pesquisa em busca de potenciais alvos para trânsito calculou que a probabilidade do planeta possuir inclinação maior que 80° é de 34%.